# 정석해

## 정석해(鄭錫海)[1]
연희전문학교 교수
1899년 ~ 1996년 8월 13일
본관은 하동(河東)
호는 서산(西山)
평안북도 철산(鐵山) 출생

## 생애 및 활동사항
- 1904년 부친 정주언(鄭伷彦)이 화천(化川)에 세운 인화재(仁和齋)에서 『사략(史略)』대학(大學)을 배움
- 1907년에 명흥(明興)소학교에 입학
- 1914년에 선천의 신성학교(信聖學校)에서 수학
- 1916년 교원자격시험에 합격
- 프랑스인이 운영하는 창성 대유동(大楡洞) 소학교 교원으로 부임
- 1917년에는 연희전문 수물과에 입학
- 곧 문과로 전과하여 백상규(白象圭)로부터 논리학을 배우고, 김윤경(金允經), 이경화(李敬華), 주병호(柱炳鎬)등과 교우
- 1919년에 연희전문 Y.M.C.A.회장
- 3·1 독립만세운동에 적극 참여하면서 독립선언서를 인쇄하여 경향 각지에 배포
- 3·5 남대문 역두시위를 주동하
- 3월 18일 만주 안동현으로 피신하여 김진제(金鎭濟)·김동평(金東平) 등과 본격적으로 독립운동
- 1920년 베이징을 거쳐 상해로 가서 안창호(安昌浩)·이광수(李光洙)·임득산(林得山) 등의 권유로 흥사단(興士團)에 가입
- 서양학문을 본격적으로 배우기 위해 중국정부가 운영하는 유법험학회(留法儉學會)의 주선으로 프랑스 파리로 유학
- 1922년 독일로 옮겨 이미륵(李彌勒)의 도움으로 뷔르츠부르크대학 정치경제학부에 입학하여 마르베의 심리학을 청강
- 1923년에는 베를린대학에서 좀바르트(Sombart,W.)의 ‘고도 자본주의론’을 배움
- 1924년 파리로 돌아와 파리대학 철학과에 입학, 라랑드·델라 끄루아·레이 교수의 지도 아래 사회학·경제학을 전공
- 1930년 수학과 과학사로 파리대학을 졸업, 연구생
- 1931년 쥬네브에 체류하는 이승만(李承晩)을 파리로 초청하여 독립운동을 의논
- 1939년 귀국하였으나 변절한 왕년의 동지의 밀고로 체포되어 일본으로 압송
- 1939년12월 한국으로 환송되어 연금생활
```
 허헌(許憲), 김성수(金性洙), 여운형(呂運亨), 김윤경, 김선기와 등과 만나 나라의 장래를 걱정
```

- 1945년 광복이 되자 연희전문학교의 교수
- 1961년 정년퇴임까지 철학·수학·물리·불어 등을 가르쳤다.
- 1960년 4·19 혁명 때에는 4·25 교수단 시위를 주도
- 1972. 2. 25 함석헌(咸錫憲), 이강훈, 이동화(李東華), 김재호(金載浩) 선생과 민족통일촉진회 발족
- 1974년 12월 25 윤보선·백낙준·이인·정구영·이희승·김홍일·유진오·김재준·김수환·이정규·윤제술·정일형·강신명·정화암·정석해·진헌식·홍익표·김대중과
```
 함께 민주회복국민회의(民主回復國民會議)발족
[
5
]
```

## 총평
그는 학문의 단순한 연구가 아니라 오히려 그것의 전수와 교육에 힘썼고, 그리하여 연구논문이나 연구서를 내는 것보다 이(理)와 의(義)에 따라 실천적으로 생활하고 또 그것을 모범으로 보이는 데 더욱 힘썼다. 이 나라와 시대가 지향해야 할 철학은 공론적 이론이 아니라 진리와 정의를 실현하는 실천이라고 믿고, 직접 그러한 삶을 실천한 철학자이다.

## 저서
논문으로는 「학문과 진리의 문제」(1960)·「시간과 자유」(1968) 등이 있고, 저서로는 『진리와 그 주변』(1981)이 있다.
1. ↑  “한국민족문화대백과”.
2. ↑  “연합뉴스”.
3. ↑  “흥사단”.
4. ↑  “한겨례신문, 5월 13일 알림”.
5. ↑  “한국민족문화대백과”.
6. ↑  “인터파크”.